# きくち伸
きくち 伸（きくち しん、1962年5月28日 - ）は、日本のテレビプロデューサー。

## 人物
2017年6月30日時点ではフジテレビジョン総合事業局コンテンツ事業センターペイTV部ゼネラルプロデューサー。本名は菊地 伸（読みは同じ）だが、"菊池"と間違えられることが多いため、テレビ業界では苗字をひらがな表記したきくち 伸の表記が定着している。

## 来歴
岩手県一関市出身。岩手県立一関第一高等学校、筑波大学卒業。高校時代は弓道、大学時代は阪神タイガースの応援サークルをメインに活動していた。就職は小学館が第一志望であったが、友人に誘われ産経新聞の青木彰が主催する青木塾に入塾し、フジサンケイグループのマスコミセミナーを受講したのがきっかけでフジテレビの面接に参加、内定を得る。
1985年フジテレビジョン入社。当初の配属希望で「『オレたちひょうきん族』か『夜のヒットスタジオ』」と希望を出したところ、当時『夜ヒット』を担当していた疋田班に配属され、ADを務める。入社5年目に石田班に移り『オールナイトフジ』のディレクターとなるが、その途端にレコード会社や芸能プロダクションのプロモーターからサンプル音源が全然届かなくなり悔しい思いをしたという。その後1年ほどして『夜ヒット』の後継番組である『ヒットパレード90's』の担当となると音源が再び届くようになるが、後に当時を振り返って「一度態度を豹変させた人たちは全然相手にしなかったですし、信じませんでした」と語っている。また本人によれば、当時は「肩書はディレクターだったが、既に実質的な業務内容はプロデューサーだった」とのことで、その後数年を経る間に正式にプロデューサーになったとしている。
音楽が大好きでまだ評価の高くないタレント・歌手・グループの才能を見抜く眼にすぐれており、THE ALFEE、ジャニーズ事務所の人気アイドルをはじめ、多数のミュージシャンと親交がある。そのためなのか、2003年に『HEY!HEY!HEY!』のプロデューサーを担当してからは、ジャニーズ所属タレントも同番組に出るようになった。また『LOVE LOVEあいしてる』では、近年歌番組に出ることがなかった吉田拓郎の出演や篠原ともえを輩出し、『新堂本兄弟』ではGackt・えなりかずきや木村カエラを輩出し、えなりの多面な才能をも評価していた。
同郷である岩手県出身のフォークシンガー・あんべ光俊のファンであるらしく、廃盤となっている彼のアナログレコードのジャケットにサインをもらったことがある。同じく同郷の再結成したフォークグループである「NSP」の「僕らの音楽」への出演を決断した。
また、当時、遠峯ありさとして活動していた華原朋美に惚れ込んでいた小室哲哉を、華原に引き合わせた人物である。
男女問わず、アイドル好きとしても有名である。モーニング娘。のLOVEマシーンのプロモーションビデオフルバージョン（完全盤）にも出演している。
2011年3月11日に発生した東日本大震災では、故郷の岩手県や東北地方が甚大な被害を受けた。また、計画停電や福島第一原発事故などの影響で「世界フィギュアスケート選手権」の東京開催・中継も中止されたが、これにより空いた時間枠を活用してチャリティー音楽番組「FNS音楽特別番組 上を向いて歩こう 〜うたでひとつになろう日本〜」を急ピッチで企画・3月27日に生放送した。
以後編成制作局バラエティ制作センターゼネラルプロデューサー・チーフプロデューサーを務め、フジテレビ音組主宰のプロデューサーとして、主に音楽番組を担当していた。2013年には、自らが手がける音楽番組において、生歌を聞かせることにこだわり「口パク禁止」を打ち出したことで話題を呼んだ。
2014年6月27日付で総合開発局メディア開発センターペイTV事業部ゼネラルプロデューサーに異動。人事異動により同年7月以降は地上波の制作現場から離れ、これまで担当していた番組は三浦淳チーフプロデューサー、黒木彰一チーフプロデューサー、板谷栄司プロデューサーらに引き継がれた。一方でフジテレビワンツーネクストのプロデューサーとして、CS独自の音楽番組の制作を引き続き手がけている。
2017年7月1日付現職。

## 連載
- TV LIFE（隔週発行雑誌。KIKCHY FACTORY）
- サンケイスポーツ（連載終了）

## 主な担当番組
チーフプロデューサー
- しおこうじ玉井詩織×坂崎幸之助のお台場フォーク村NEXT
- 西川貴教の僕らの音楽
- あたしの音楽
- きくちから
- 清塚信也のガチンコ3B junior
- 清塚信也のガチンコスターダストプラネット

自主イベント
- LIVE FACTORY（1999年〜）
- GIRLS' FACTORY（2000年「I LOVE GIRL POP」「LOVE LOVE GIRL POP」/2001年〜）
- 坂崎幸之助のお台場フォーク村（2003年〜）
- ともゑちゃんフォークジャンボリー（1996年「ともゑちゃんまつり」〜/2002年〜2008年）

### 過去の主な担当番組
- 夜のヒットスタジオ（アシスタントディレクター）
- スターどっきり㊙報告（アシスタントディレクター）
- オールナイトフジ（ディレクター）
- パラダイスGoGo!!（ディレクター）
- グッドモーニングジャパン おはよう乙女塾（ディレクター）
- 新春かくし芸大会（演目担当プロデューサー）
- ヒットパレード90's （ディレクター）
- G-STAGE（ディレクター）
- サウンドアリーナ（ディレクター）
- JAB!
- MJ -MUSIC JOURNAL-（アシスタントプロデューサー）
- LOVE LOVEあいしてる（プロデューサー）
- MUSIC HAMMER（プロデューサー）
- Music Museum（プロデューサー）
- TK MUSIC CLAMP（プロデューサー）
- ayu ready?（プロデューサー）
- DAIBAッテキ!!（月曜担当プロデューサー）
- HEY!HEY!HEY!MUSIC CHAMP（AP→プロデューサー→チーフプロデューサー）
- 中居正広のボクらはみんな生きている（スーパーバイザー）
- 篠原ともえとお正月（1998年1月2日）
- モーニング娘。大放送、緊急!中澤スペシャル 〜サルティンバンコにつれてって〜（プロデューサー、2001年3月31日）
- 13人がかりのクリスマス（プロデューサー、2001年12月22日）
- FACTORY（プロデューサー→チーフプロデューサー）
- 堂本兄弟→新堂本兄弟（ - 2014年7月、プロデューサー→チーフプロデューサー）
- 僕らの音楽（ - 2014年7月、チーフプロデューサー）[5]
- MUSIC FAIR（2004年10月 - 2014年7月、チーフプロデューサー）
- FNS歌謡祭（2002年 - 2013年、ディレクター→プロデューサー→チーフプロデューサー）
- FNSうたの夏まつり（2012年 - 2014年、チーフプロデューサー）

など